# Pucheroki

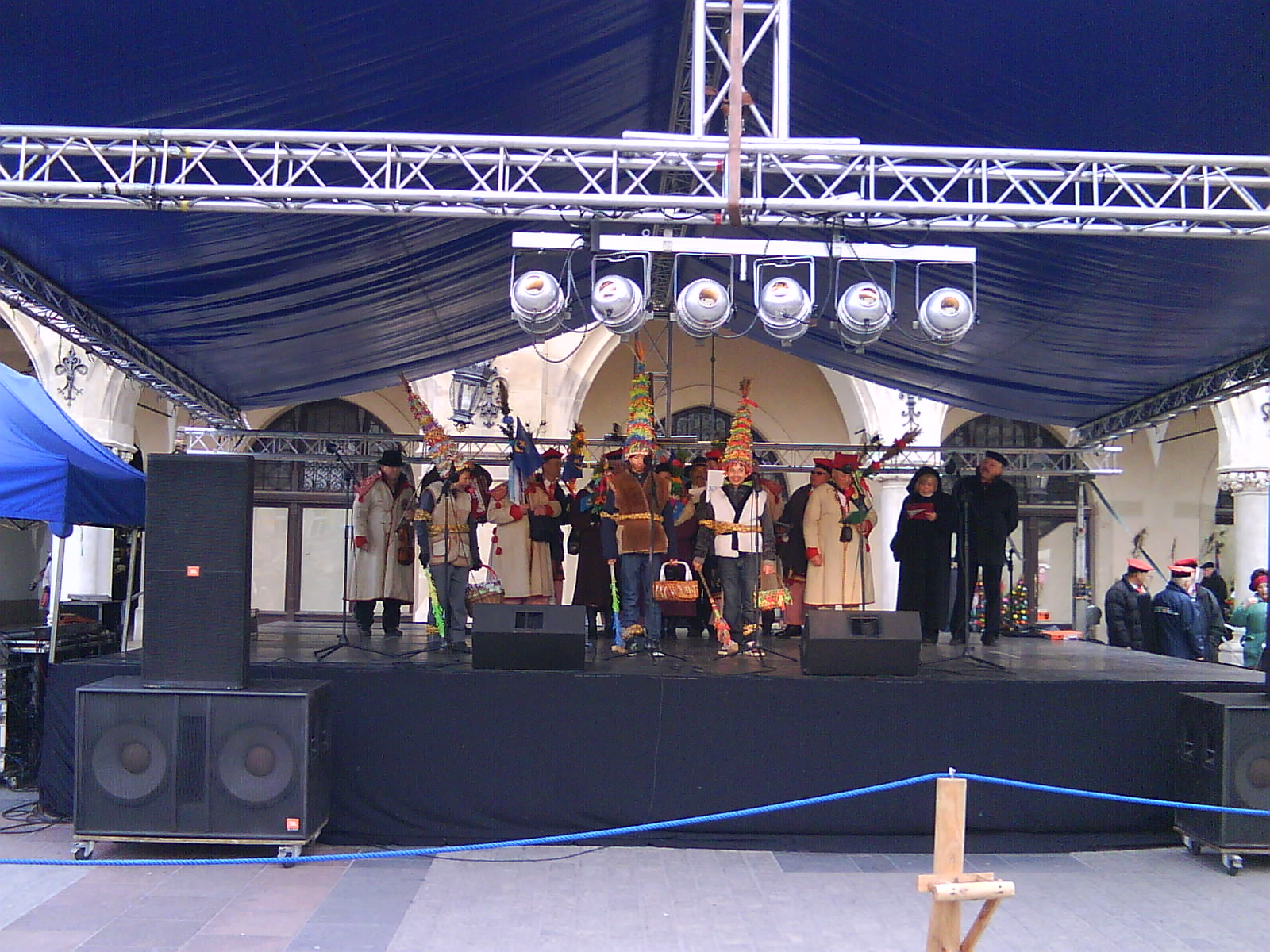
Pucheroki w Krakowie na Rynku Głównym obok Sukiennic.

Pucheroki (puchery, pueri, z łac. puer znaczy chłopiec) to zwyczaj obchodzony w Niedzielę Palmową w Krakowie i okolicach.
Zwyczaj ten wywodzi się z dawnych kwest żaków krakowskich. Pierwszą wzmiankę o nim odnotowano w XVI wieku. W Krakowie, w Niedzielę Palmową po nabożeństwie żacy ustawiali się w dwa rzędy w kościele i recytowali żartobliwe wierszowane oracje, często trawestujące pieśni religĳne. W XVIII wieku obyczaj stał się zbyt sowizdrzalski, oracje były rubaszne, sprośne, ocierające się o wulgaryzmy i nie współgrały z powagą kościoła, stąd kuria biskupia w 1780 roku wydała zakaz „wysadzania żaczków w Kwietną Niedzielę do mówienia wierszyków prawie zawsze sensu niemających”, czyli zakaz chodzenia "na pueri" w mieście Krakowie. Wówczas żacy przenieśli się do podkrakowskich wsi, gdzie zwyczaj z czasem przejęli wiejscy chłopcy. 
Wczesnym rankiem w Palmową Niedzielę przebrani chłopcy chodzą po domach. Ubrani w kożuchy odwrócone futrem na wierzch, na głowach noszą wysokie, stożkowate czapki z kolorowej bibuły, twarze smolą sadzą. W pasie przewiązani są powrósłami. W jednej ręce mają koszyk z sieczką, w drugiej – drewniany młotek z długą rękojeścią, oplecioną bibułą.
Życząc świąt Zmartwychwstania Pańskiego, wygłaszają oracje, które łączą w sobie elementy dawnych pieśni wielkopostnych, kolęd kantyczkowych, dialogów komicznych i rymowanek. Chodzą od domu do domu, stukając o podłogę laskami pucherskimi (w kształcie młotków lub siekierek) i recytują np.:
Ja żaczek maluty,
Pogubiłem paputy.
Chodziłem do nieba,
Za kawałkiem chleba.
Chciałem się wrócić,
Nie chcieli mnie puścić.
Przyjmijcie mnie państwo za ciurę,
Będę ja łapał sąsiadowe kurę;
Stoi ciura w płocie,
Będzie kij w robocie...
lub:
Wstańcie gospodyni, wstańcie gospodarzu,
Bo już dzień nastaje, Pucheroki na podwórzu.
Popatrzcie się na mnie i rzetelnie obsłużcie
I duże jajeczka do koszyka włóżcie.
Żebym se nie myślał, żeście bardzo skąpi,
Kto pucheroka polubi, ten do nieba wstąpi!
Otrzymują za to jedzenie, głównie jajka oraz drobne datki, które zbierane są do koszyka.
Występowanie zwyczaju było rozległe głównie na północ od Krakowa, dawna granica Galicji, to granica występowania zwyczaju pucheroków. Przed I wojną światową zwyczaj chodzenia po pucherokach, obejmował zasięgiem ponad 50 podkrakowskich wsi. W 1966 roku był żywy w 15 wsiach: Zielonkach, Bibicach, Trojanowicach, Boleniu, Garlicy Murowanej i Pękowicach (teren parafii w Zielonkach; dziś gm. Zielonki), Modlniczce, Tomaszowicach, Trojadynie, Ujeździe (dziś gm. Wielka Wieś) oraz w Toniach, Witkowicach, Górce Narodowej, Prądniku Czerwonym i Łęgu (granice miasta Krakowa). Od lat 60. XX wieku, z inicjatywy bibickiego regionalisty Henryka Banasia i zieloneckiego ośrodka kultury, organizowane są coroczne przeglądy pucheroków. Ma to niewątpliwy wpływ trwałość zwyczaju. Do końca XX w. zwyczaj nieprzerwanie kultywowany był w: Bibicach, Zielonkach i Trojanowicach; po przerwie reaktywowany został w Tomaszowicach. ( W 2010 r. zwyczaj ten, jakkolwiek zanikający, jest nadal żywy w niektórych wsiach podkrakowskich, m.in. w Bibicach, Zielonkach i Trojanowicach oraz w Tomaszowicach. 
W 2022 r. zwyczaj możemy oglądać w Bibicach, gdzie pucheroki w Niedzielę Palmową chodzą od rana po domach, prosząc gospodynie o smakołyki i datki. Pucheroki zobaczyć można podczas Gminnego Przeglądu Pucheroków na bibickim Rynku, organizowanego przez Centrum Kultury, Promocji i Rekreacji w Zielonkach wraz z sołectwem Bibice, w 2022 roku wystąpiło w nim blisko 100 dzieci w strojach pucheroków wygłaszających oracje.

## Literatura przedmiotu
- Tadeusz Seweryn, Tradycje i zwyczaje krakowskie, Kraków 1961.
- Czesław Witkowski, Doroczne polskie obrzędy i zwyczaje ludowe, Kraków 1965.
- I. Łopuszańska, Puchery, [w:] Rocznik Muzeum Etnograficznego w Krakowie, t. 1, 1966.